# Allawrencius nodulosus
Allawrencius nodulosus är en mångfotingart som beskrevs av Karl Wilhelm Verhoeff 1939. Allawrencius nodulosus ingår i släktet Allawrencius och familjen Dalodesmidae. Inga underarter finns listade i Catalogue of Life.